# Puchar Europy w Lekkoatletyce 1970 – półfinał mężczyzn (Helsinki)
Półfinał pucharu Europy w lekkoatletyce w 1970 mężczyzn odbył się 1 i 2 sierpnia w Helsinkach. Był to jeden z trzech półfinałów. Pozostałe odbyły się w Sarajewie i Zurychu.
Wystąpiło sześć zespołów, z których dwa najlepsze awansowały do finału. Do finału awansowała również Szwecja pomimo zajęcia 4. miejsca, ponieważ była gospodarzem zawodów finałowych.

## Klasyfikacja generalna
| Poz. | Reprezentacja | Punkty |
| ---- | ------------- | ------ |
| 1    | NRD           | 99     |
| 2    | Polska        | 92     |
| 3    | Finlandia     | 81     |
| 4    | Szwecja       | 65     |
| 5    | Norwegia      | 48     |
| 6    | Belgia        | 35     |

## Wyniki indywidualne
Kolorami oznaczono zawodników reprezentujących zwycięskie drużyny.

### Bieg na 100 metrów
| Lp. | Państwo   | Zawodnik          | Wynik |
| --- | --------- | ----------------- | ----- |
| 1.  | Polska    | Zenon Nowosz      | 10,2  |
| 2.  | NRD       | Siegfried Schenke | 10,3  |
| 3.  | Finlandia | Ossi Karttunen    | 10,4  |
| 4.  | Szwecja   | Anders Faager     | 10,5  |
| 5.  | Belgia    | Paul Poels        | 10,6  |
| 6.  | Norwegia  | Terje Hellesylt   | 10,8  |

### Bieg na 200 metrów
| Lp. | Państwo   | Zawodnik          | Wynik |
| --- | --------- | ----------------- | ----- |
| 1.  | Polska    | Zenon Nowosz      | 21,0  |
| 2.  | NRD       | Siegfried Schenke | 21,1  |
| 3.  | Szwecja   | Anders Faager     | 21,3  |
| 4.  | Finlandia | Ossi Karttunen    | 21,4  |
| 5.  | Belgia    | Paul Poels        | 21,5  |
| 6.  | Norwegia  | Øyvind Røst       | 21,7  |

### Bieg na 400 metrów
| Lp. | Państwo   | Zawodnik               | Wynik |
| --- | --------- | ---------------------- | ----- |
| 1.  | Polska    | Jan Balachowski        | 46,6  |
| 2.  | Finlandia | Markku Kukkoaho        | 47,3  |
| 3.  | NRD       | Michael Zerbes         | 47,5  |
| 4.  | Norwegia  | Richard Simonsen       | 47,6  |
| 5.  | Belgia    | Willy Vandenwyngaerden | 47,9  |
| 6.  | Szwecja   | Michael Fredriksson    | 48,8  |

### Bieg na 800 metrów
| Lp. | Państwo   | Zawodnik             | Wynik  |
| --- | --------- | -------------------- | ------ |
| 1.  | Belgia    | Eric Reygaert        | 1:51,1 |
| 2.  | NRD       | Ulrich Schmidt       | 1:51,2 |
| 3.  | Polska    | Andrzej Kupczyk      | 1:51,4 |
| 4.  | Finlandia | Jaakko Tuominen      | 1:51,9 |
| 5.  | Szwecja   | Gunnar Ekman         | 1:52,1 |
| 6.  | Norwegia  | Hans-Christian Høegh | 1:52,8 |

### Bieg na 1500 metrów
| Lp. | Państwo   | Zawodnik            | Wynik  |
| --- | --------- | ------------------- | ------ |
| 1.  | Polska    | Henryk Szordykowski | 3:41,2 |
| 2.  | Finlandia | Pekka Vasala        | 3:41,4 |
| 3.  | Norwegia  | Arne Kvalheim       | 3:41,5 |
| 4.  | Szwecja   | Jan-Ingvar Ohlsson  | 3:43,5 |
| 5.  | NRD       | Stephan Künzel      | 3:44,2 |
| 6.  | Belgia    | Rudi Simon          | 3:47,7 |

### Bieg na 5000 metrów
| Lp. | Państwo   | Zawodnik            | Wynik   |
| --- | --------- | ------------------- | ------- |
| 1.  | Polska    | Henryk Szordykowski | 14:21,0 |
| 2.  | Belgia    | André Dehertoghe    | 14:21,2 |
| 3.  | NRD       | Dietmar Nagel       | 14:22,0 |
| 4.  | Szwecja   | Bengt Nåjde         | 14:22,8 |
| 5.  | Norwegia  | Ståle Engen         | 14:24,2 |
| 6.  | Finlandia | Juha Väätäinen      | 14:31,2 |

### Bieg na 10 000 metrów
| Lp. | Państwo   | Zawodnik             | Wynik   |
| --- | --------- | -------------------- | ------- |
| 1.  | NRD       | Gert Eisenberg       | 29:22,8 |
| 2.  | Finlandia | Mikko Ala-Leppilampi | 29:23,0 |
| 3.  | Norwegia  | Arne Risa            | 29:26,8 |
| 4.  | Polska    | Kazimierz Podolak    | 29:46,0 |
| 5.  | Szwecja   | Gunnar Thysell       | 30:29,4 |
| 6.  | Belgia    | Emiel Puttemans      | 31:01,0 |

### Bieg na 110 metrów przez płotki
| Lp. | Państwo   | Zawodnik         | Wynik |
| --- | --------- | ---------------- | ----- |
| 1.  | NRD       | Frank Siebeck    | 13,9  |
| 2.  | Finlandia | Ari Salin        | 14,2  |
| 3.  | Polska    | Marek Jóźwik     | 14,3  |
| 4.  | Szwecja   | Kenth Olsson     | 14,3  |
| 5.  | Norwegia  | Håkon Fimland    | 14,4  |
| 6.  | Belgia    | Wilfried Geeroms | 14,8  |

### Bieg na 400 metrów przez płotki
| Lp. | Państwo   | Zawodnik          | Wynik |
| --- | --------- | ----------------- | ----- |
| 1.  | Finlandia | Ari Salin         | 50,5  |
| 2.  | NRD       | Christian Rudolph | 51,0  |
| 3.  | Polska    | Witold Banaszak   | 51,5  |
| 4.  | Szwecja   | Håkan Öberg       | 51,5  |
| 5.  | Norwegia  | Olav Grasbakken   | 53,0  |
| 6.  | Belgia    | Jacques Nys       | 54,2  |

### Bieg na 3000 metrów z przeszkodami
| Lp. | Państwo   | Zawodnik          | Wynik  |
| --- | --------- | ----------------- | ------ |
| 1.  | Norwegia  | Sverre Sørnes     | 8:38,2 |
| 2.  | Polska    | Kazimierz Maranda | 8:39,8 |
| 3.  | NRD       | Ulrich Holbeck    | 8:40,0 |
| 4.  | Szwecja   | Sten Bergqvist    | 8:40,4 |
| 5.  | Finlandia | Jouko Kuha        | 8:41,8 |
| 6.  | Belgia    | Paul Thijs        | 8:44,8 |

### Sztafeta 4×100metrów
| Lp. | Państwo   | Zawodnicy                                                           | Wynik |
| --- | --------- | ------------------------------------------------------------------- | ----- |
| 1.  | Polska    | Zenon Nowosz Tadeusz Cuch Stanisław Wagner Edward Romanowski        | 39,7  |
| 2.  | NRD       | Hans-Jürgen Bombach Siegfried Schenke Detlef Beckmann Harald Eggers | 40,1  |
| 3.  | Finlandia | Ossi Karttunen Jarkko Tapola Raimo Vilén Kari Vauhkonen             | 40,6  |
| 4.  | Norwegia  | Terje Hellesylt Øyvind Røst Audun Garshol Ole Bernt Skarstein       | 40,7  |
| 5.  | Szwecja   | Anders Faager Ulf Nilsson Per-Olof Sjöberg Curt Johansson           | 40,8  |
| 6.  | Belgia    | Philippe Housiaux Guy Stas Romain Roels Ignace Van der Cam          | 41,0  |

### Sztafeta 4×400metrów
| Lp. | Państwo   | Zawodnicy                                                          | Wynik  |
| --- | --------- | ------------------------------------------------------------------ | ------ |
| 1.  | Polska    | Jan Werner Jan Balachowski Edmund Borowski Andrzej Badeński        | 3:07,0 |
| 2.  | NRD       | Andreas Scheibe Rainer Friedrich Michael Zerbes Wolfgang Müller    | 3:08,0 |
| 3.  | Finlandia | Juhani Kotikoski Markku Aalto Juha Salmi Markku Kukkoaho           | 3:13,4 |
| 4.  | Szwecja   | Michael Fredriksson Åke Svedmyr Hans Andersson Torsten Torstensson | 3:13,6 |
| 5.  | Norwegia  | Richard Simonsen Odd Evensen Steinar Mo Svein Eikrem               | 3:13,6 |
| 6.  | Belgia    | Willy Vandenwyngaerden René Bervoets Tony Goovaerts Gaby De Geyter | 3:13,6 |

### Skok wzwyż
| Lp. | Państwo   | Zawodnik         | Wynik |
| --- | --------- | ---------------- | ----- |
| 1.  | Szwecja   | Kenneth Lundmark | 2,11  |
| 2.  | Finlandia | Reijo Vähälä     | 2,09  |
| 3.  | Polska    | Lech Klinger     | 2,07  |
| 4.  | NRD       | Herbert Hüttl    | 2,05  |
| 5.  | Norwegia  | Elling Loftskjær | 1,98  |
| 6.  | Belgia    | Freddy Herbrand  | 1,96  |

### Skok o tyczce
| Lp. | Państwo   | Zawodnik           | Wynik |
| --- | --------- | ------------------ | ----- |
| 1.  | NRD       | Wolfgang Nordwig   | 5,35  |
| 2.  | Szwecja   | Kjell Isaksson     | 5,25  |
| 3.  | Finlandia | Risto Ivanoff      | 5,05  |
| 4.  | Polska    | Wojciech Buciarski | 5,00  |
| 5.  | Norwegia  | Wilhelm Sorteberg  | 4,20  |
| 6.  | Belgia    | Roger Lespagnard   | 4,00  |

### Skok w dal
| Lp. | Państwo   | Zawodnik          | Wynik |
| --- | --------- | ----------------- | ----- |
| 1.  | NRD       | Klaus Beer        | 7,81  |
| 2.  | Belgia    | Philippe Housiaux | 7,63  |
| 3.  | Finlandia | Heikki Mattila    | 7,58  |
| 4.  | Norwegia  | Terje Haugland    | 7,54  |
| 5.  | Szwecja   | Bo Rune           | 7,50  |
| 6.  | Polska    | Waldemar Stępień  | 7,42  |

### Trójskok
| Lp. | Państwo   | Zawodnik            | Wynik |
| --- | --------- | ------------------- | ----- |
| 1.  | NRD       | Jörg Drehmel        | 16,80 |
| 2.  | Polska    | Michał Joachimowski | 16,23 |
| 3.  | Szwecja   | Bo Blomqvist        | 15,75 |
| 4.  | Finlandia | Jorma Gröhn         | 15,59 |
| 5.  | Norwegia  | Kristen Fløgstad    | 15,58 |
| 6.  | Belgia    | Albert Van Hoorn    | 14,42 |

### Pchniecie kulą
| Lp. | Państwo   | Zawodnik           | Wynik |
| --- | --------- | ------------------ | ----- |
| 1.  | NRD       | Hartmut Briesenick | 20,36 |
| 2.  | Polska    | Władysław Komar    | 19,72 |
| 3.  | Finlandia | Matti Yrjölä       | 18,82 |
| 4.  | Szwecja   | Thord Carlsson     | 18,15 |
| 5.  | Norwegia  | Harald Lorentzen   | 17,47 |
| 6.  | Belgia    | Bertrand De Decker | 15,89 |

### Rzut dyskiem
| Lp. | Państwo   | Zawodnik           | Wynik |
| --- | --------- | ------------------ | ----- |
| 1.  | Szwecja   | Rickard Bruch      | 62,72 |
| 2.  | Finlandia | Juhani Tuomola     | 58,22 |
| 3.  | NRD       | Detlef Thorith     | 57,52 |
| 4.  | Polska    | Leszek Gajdziński  | 56,44 |
| 5.  | Norwegia  | Harald Lorentzen   | 53,02 |
| 6.  | Belgia    | Bertrand De Decker | 49,20 |

### Rzut młotem
| Lp. | Państwo   | Zawodnik              | Wynik |
| --- | --------- | --------------------- | ----- |
| 1.  | NRD       | Reinhard Theimer      | 69,70 |
| 2.  | Polska    | Stanisław Lubiejewski | 65,90 |
| 3.  | Finlandia | Paavo Karki           | 65,72 |
| 4.  | Szwecja   | Lars-Inge Ström       | 64,50 |
| 5.  | Norwegia  | Magne Føleide         | 60,82 |
| 6.  | Belgia    | Marcel Hertogs        | 54,36 |

### Rzut oszczepem
| Lp. | Państwo   | Zawodnik       | Wynik |
| --- | --------- | -------------- | ----- |
| 1.  | NRD       | Manfred Stolle | 87,50 |
| 2.  | Finlandia | Jorma Kinnunen | 83,10 |
| 3.  | Polska    | Janusz Sidło   | 78,18 |
| 4.  | Szwecja   | Raimo Pihl     | 73,23 |
| 5.  | Norwegia  | Bjørn Grimnes  | 71,90 |
| 6.  | Belgia    | Lode Wyns      | 69,26 |